# Warp Records
Warp Records és una discogràfica anglesa, fundada el 6 de juny de 1989 per Steve Beckett i Rob Mitchell (mort el 2003), amb origen a Sheffield, dedicada principalment a la música electrònica.

## Història
Beckett i Mitchell treballaven a finals dels anys 80 en una botiga de discos de Sheffield anomenada FON. En ella van entrar en contacte els primigenis sons del House de Chicago, el Techno de Detroit i l'Acid nouvingut a Manchester via Chicago.
Abduïts per aquesta nova música, gairebé desconeguda en aquells dies a Europa, decideixen tirar endavant una discogràfica que aglutini als nous artistes electrònics del Regne Unit. El segell es diria Warp (retorçat en català) com acrònim de "We Are Reasonable People" (Som gent raonable). La primera referència del segell seria el maxi de Forgemasters "Track with no Name". A pesar del limitat de les referències de Warp per aquells temps, l'èxit de grups com 808 State o The KLF auguren un bon futur al nou segell. Així va ser i tan sols amb la cinquena referència aconsegueixen un Top 20 en la llista de singles del Regne Unit amb el maxi homònim de LFO.
El primer LP publicat seria "Clocks Coming" dels pioners del bleep Sweet Exorcist. Seguidament a aquest LP surt al carrer el primer recopilatori del segell, "Pioneers of the Hyptonic Groove". Els recopilatoris de Warp, a part de la funció d'aparador dels seus artistes, van ser en la seva primer època pedres fundancionals de nous estils de la música electrònica.
El més notable de tots va ser "Artificial Intelligence" de 1992 el qual és assenyalat com l'origen del Intelligent Techno, una etiqueta que feia referència al techno estilitzat i experimental que exhibien els seus artistes en contraposició al so avasallador de la EBM. "Artificial Intelligence" tindria una segona part el 1994.
El 1999 Warp celebra els seus primers deu anys d'existència amb la publicació de tres recopilatoris anomenats "10+3" que recullen en 6 discos les influències, els remixes i les cançons clàssiques que van ajudar a l'empresa de Sheffield a convertir-se en una de la més influentes del món en els anys 90.
No en va, la influència de Warp en la música moderna ha estat més que rellevant. A més d'inventar-se gèneres com el Intelligent Techno o la IDM (una variant més avançada de l'anterior), d'ajudar en el desenvolupament d'altres com el Drum and Bass o l'Ambient i d'acollir a artistes tan representatius com Aphex Twin (sota els seus nombrosos àlies), Autechre o Boards of Canada; el seu major mèrit ha estat acostar a la música popular l'experimentació i el risc.
El 2001, Warp inicia la seva marxa en el món visual amb la creació de Warp Films, una subsidiària encarregada de realitzar els videoclips del segell i pel·lícules de caràcter experimental com "Rubber Johnny" del polèmic Chris Cunningham.
Amb l'arribada d'internet i els programes p2p Warp llança la seva alternativa en forma de botiga virtual anomenada Bleep. De caràcter similar a iTunes, Bleep ofereix descarregar tot el catàleg de Warp, cançons inèdites dels seus artistes, melodies per a telèfon mòbil i referències d'altres discogràfiques indies com Def Jux, Chemikal Underground o Rough Trade. En els últims anys i coincidint amb un cert declivi en l'escena electrònica, Warp s'ha obert cap a altres gèneres com el post-punk (!!!), el brit-pop (Maxïmo Park), el hip-hop (Anti-Pop Consortium) o fins i tot fins al folk (Gravenhurst).

## Imatge visual
Gairebé tan important com la música, per Warp la imatge és una de les seves pedres angulars del seu prestigi de marca. Ja a principis dels 90 s'inicia una fructífera col·laboració amb l'estudi de disseny gràfic The Designers Republic, també establert a Sheffield.
La imatge destrossadora i gens convencional dels dissenys de les portades realitzats per aquest estudi ha arribat fins i tot a ser motiu d'exposicions en museus d'art contemporani.
El tractament dels videoclips és també ressenyable. Experimentals, destrossadors i fins i tot de mal gust, els vídeos de celebritats com Chris Cunningham, Jarvis Cocker (també cantant de Pulp o els mateixos The Designers Republic han quedat com obres de referència en la videocreació moderna. Amb motiu del 15º aniversari de Warp, va sortir a la venda el DVD "Warp Vision. The Videos 1989-2004" on es recollien els millors clips realitzats fins a la data.

## Artistes en catàleg

### Actualment
- Africa Hitech
- Aphex Twin
- Autechre
- Babe Rainbow
- Battles
- Bibio
- Boards of Canada
- Born Ruffians
- Brian Eno
- Broadcast
- CANT
- Chris Morris
- Clark
- Daniel Rossen
- Darkstar
- DRC Music
- Flying Lotus
- Gonjasufi
- Gravenhurst
- Grizzly Bear
- Harmonic 313
- Hudson Mohawke
- Jackson and his Computer Band
- Jamie Lidell
- Kwes
- Leila
- LFO
- LoneLady
- Mira Calix
- Mount Kimbie
- My Best Fiend
- Nice Nice
- Nightmares On Wax
- Plaid
- Prefuse 73
- PVT (abans Pivot)
- Rustie
- Seefeel
- Squarepusher
- Sweet Exorcist
- The Hundred In The Hands
- Tim Exile
- TNGHT
- Tyondai Braxton
- Vincent Gallo
- Warp
- Warp20

### Anteriorment
- Anti-Pop Consortium
- B12
- Beans
- The Black Dog
- Black Mojo
- Broadcast and The Focus Group
- Brothomstates
- Circle City
- Diamond Watch Wrists
- DiY
- DJ Mujava
- Freeform
- Gang Gang Dance
- Gescom
- Harmonic 33
- Jake Slazenger
- Jimi Tenor
- Jimmy Edgar
- Joey Beltram
- John Callaghan
- K Hand
- Kid Unknown
- Ko-Wreck Technique
- Laurent Garnier
- London Sinfonietta
- Luke Vibert
- Maxïmo Park
- Mike Ink
- Modus Vivendi
- Move D
- The Other People Place
- Plone
- Polygon Window
- RAC
- Red Snapper
- REQ
- Resoraz
- Rubber Johnny
- Savath & Savalas
- The Sabres of Paradise
- Speedy J
- Solitaire Gee
- Surgeon
- Team SHADETEk
- THK
- Tortoise
- Tricky Disco
- Tuff Little Unit
- Two Lone Swordsmen
- V.L.A.D.
- Wild Planet